# 9767 Midsomer Norton
9767 Midsomer Norton (1992 EB1) là một tiểu hành tinh nằm phía ngoài của vành đai chính được phát hiện ngày 10 tháng 3 năm 1992 bởi Duncan Steel ở Siding Spring. It is one of very few asteroids located in the 2: 1 mean motion resonance with Sao Mộc.